# Tosacantha atmocyma
Tosacantha atmocyma är en fjärilsart som beskrevs av Fletcher 1961. Tosacantha atmocyma ingår i släktet Tosacantha och familjen nattflyn. Inga underarter finns listade i Catalogue of Life.